# Puente Genil (Córdoba)
Puente Genil este un oraș din Spania, situat în provincia Cordoba din comunitatea autonomă Andaluzia. Are o populație de 28.639 de locuitori.